# BOY (banda)
BOY o Boy es un dúo femenino de música Indie e Indie-pop formado por Sonja Glass y Valeska Steiner. El grupo se originó en Hamburgo (Alemania) de donde es oriunda Sonja. Valeska, en cambio proviene de  Zúrich (Suiza). Se conocieron en el año 2007 en la Universidad de Música y Teatro de Hamburgo y ese mismo año estuvieron realizando diferentes conciertos privados por Alemania. El dúo canta todas sus canciones en inglés y su estilo se ha llegado a comparar con la cantautora canadiense Leslie Feist.
Finalmente, en 2011 pactaron con la productora alemana Grönland Records y grabaron su primer disco Mutual Friends, producido por Philipp Steinke. Éste ganó los European Border Breakers Awards de 2012. En 2015 publicaron su segundo álbum de estudio, We Were Here.
Desde entonces han grabado los videoclips de tres de las canciones del álbum: "Little Numbers", "Waitress" y "Drive Darling". La primera de éstas alcanzó cierta fama a nivel europeo por haberse grabado en la ciudad española de Barcelona y porque se utilizó en varios vídeos publicitarios de la compañía aérea alemana Lufthansa.

## Discografía

### Álbumes de estudio
- Mutual Friends (2011)
- Acoustic Session (2012)
- We were here (2015)

### Sencillos
- Little Numbers (2012)
- Waitress (2012)
- Drive Darling (2012)
- This is the Beginning (2013)